# Rama (mechanika)

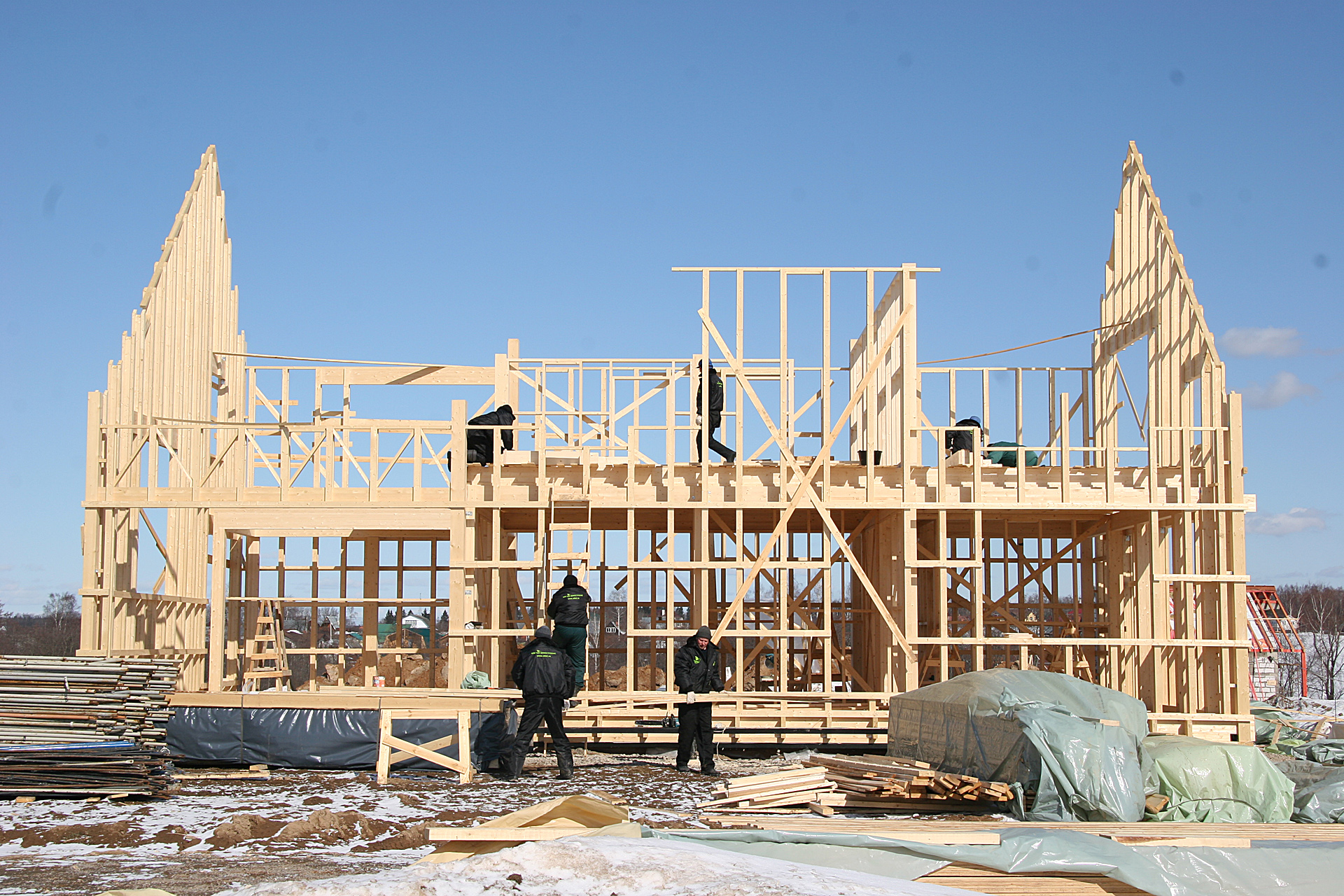
Dom o konstrukcji drewnianej w trakcie budowy bez dachu

Rama, ramownica – prętowy układ konstrukcyjny, płaski lub przestrzenny, obciążony siłami skupionymi, momentami lub obciążeniem rozłożonym (równomiernie bądź też nierównomiernie). Ramy, w zależności od sposobu podparcia lub też schematu konstrukcji, mogą stanowić układy statycznie wyznaczalne lub statycznie niewyznaczalne (przesztywnione). Ramy występują m.in. jako elementy konstrukcji budynku lub budowli, np. w konstrukcjach takich jak hale przemysłowe.